# Orde van de Naastenliefde
De Orde van de Naastenliefde, (Duits: Orden der Liebe des Nächsten), werd in 1708 door
Elisabeth Christine van Brunswijk-Wolfenbüttel, echtgenote van de Oostenrijkse aartshertog Karel van Habsburg, de latere keizer Karel VI van het Heilige Roomse Rijk, gesticht voordat zij zich inscheepte om zich in Barcelona bij haar oorlogvoerende man te voegen.
De onder de leden van haar gevolg verdeelde decoratie had de vorm van een gouden, witgeëmailleerd kruis met acht punten.Op de punten waren gouden knoppen gezet en op het centrale ronde medaillon was
"AMOR PROX", Latijn en afkorting van "Amor proximi" of "naastenliefde" geschreven. In de armen van het kruis waren gouden stralen aangebracht.
Men droeg het kleinood aan een rood zijden lint op de borst.